# Toshiko Akiyoshi

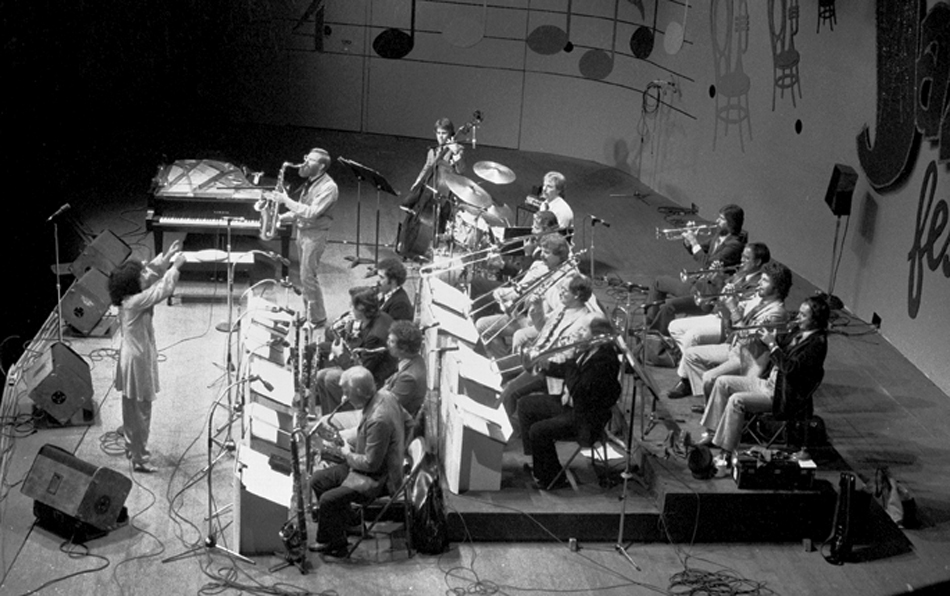
TALT na kalifornijskim Monterey Jazz Festival, 1981

Toshiko Akiyoshi (jap. 穐吉 敏子 Akiyoshi Toshiko; ur. 12 grudnia 1929 w Dairen) – japońska pianistka, kompozytorka, aranżerka i bandliderka jazzowa. Jest pierwszą kobietą, która w dorocznym plebiscycie czytelników prestiżowego miesięcznika „Down Beat” zajęła w 1977 pierwsze miejsce w kategorii „Aranżer”, powtarzając to osiągnięcie przez kolejnych sześć lat. W 1980 w tym samym plebiscycie została również pierwszą kobietą, która zwyciężyła w kategorii „Kompozytor”, zachowując w niej prymat przez trzy lata. W 2004 została odznaczona przez cesarza Japonii Orderem Wschodzącego Słońca – Złotymi Promieniami z Rozetą. Jest także laureatką NEA Jazz Masters Award 2007.

## Życiorys
Urodziła się w Mandżurii w rodzinie japońskich imigrantów. Była najmłodszą z czterech córek swoich rodziców. Jej ojciec prowadził w Dairen przedsiębiorstwo. Na fortepianie zaczęła grać, mając 7 lat i „od razu go pokochała”. Kiedy po wojnie państwo Akiyoshi wrócili z córkami do Japonii i zamieszkali w Beppu, nie było ich stać na kupienie Toshiko instrumentu, gdyż cały majątek stracili w Mandżurii. Ta jednak bardzo chciała grać i mając 16 lat podjęła pracę pianistki w zespole występującym w lokalnej sali tanecznej. W Beppu roiło się od amerykańskich żołnierzy, czego skutkiem było duże zapotrzebowanie na rozrywkę, a więc i muzyków. Toshiko zamierzała studiować medycynę, ale zrezygnowała ze swoich planów. Jako pianistka bowiem doskonale wówczas zarabiała, ponadto znajomy Japończyk, kolekcjoner płyt, podarował jej krążek z nagraniami Teddy’ego Wilsona, które zapoczątkowały jej fascynację jazzem. To było w 1947. Do tego czasu byłam pianistką, grającą w sposób klasyczny – również w orkiestrze w Beppu, która była okropna. Dzięki jazzowi zmieniłam stosunek do muzyki, która – jako taka – przedtem niezbyt mnie obchodziła. Od tej pory Toshiko zaczęła – głównie na własną rękę – zgłębiać tajniki jazzu i grać nową dla siebie muzykę.
W 1952 w jednym z klubów w dzielnicy Ginza usłyszał ją Oscar Peterson, który wówczas odbywał tournée po Japonii w ramach Jazz at the Philharmonic. Będąc pod wrażeniem gry młodej pianistki, zainteresował nią Normana Granza. W następnym roku, pod kierownictwiem Granza, Toshiko nagrała swoją pierwszą płytę (Toshiko's Piano), na której towarzyszyli jej muzycy z sekcji rytmicznej Petersona: gitarzysta Herb Ellis, kontrabasista Ray Brown i perkusista J.C. Heard. Do tej pory żaden japoński wykonawca nie nagrywał dla dużej amerykańskiej wytwórni płytowej. Ja byłam pierwsza. Wspominając o tej płycie, napisała w 1955 list do Lawrence'a Berka, założyciela i rektora Berklee School of Music, z prośbą o przyjęcie na uczelnię. Po trwających rok formalnościach i sporach z Departamentem Stanu i władzami japońskimi, uzyskała zgodę na naukę w Bostonie. Berk bowiem nie tylko pozytywnie odniósł się do jej prośby, ale przyznał jej także pełne stypendium. Potem opłacił nawet jej przelot z Japonii i w lutym 1956 Toshiko została wpisana na listę studentów Berklee (jako pierwsza osoba z kraju Kwitącej Wiśni). Studiowała w klasie fortepianu, zajmowała się także teorią kompozycji, zgłębiając System of Musical Composition Josepha Schillingera.
W 1959, po ukończeniu studiów, wyszła za mąż za saksofonistę Charliego Mariano, z którym prowadziła kilka zespołów w Bostonie i Nowym Jorku. W tym czasie zdołała wyrobić sobie jako pianistka dużą renomę. W 1963 urodziła córkę, Monday Michiru, a w 1967 rozwiodła się z Mariano i związała z Lew Tabackinem, saksofonistą i flecistą, którego poślubiła dwa lata później. Początkowo koncentrowała się na grze solowej lub z małymi zespołami. Nigdy nie interesowało mnie pisanie dla big-bandów, ale w pewnym momencie uznałam, że mogę spróbować. Kiedy doszło do pierwszej próby z orkiestrą, stwierdziłam, że to mi odpowiada. Poczułam, że w ten sposób mogę wyrazić swoje poglądy, nie tylko na muzykę, lecz na życie. Niestety wówczas nie stać mnie było na utrzymanie big-bandu i wszystko skończyło się na marzeniu.
Akiyoshi i Tabackin w 1972 przenieśli się do Los Angeles, chcąc zmienić otoczenie i przede wszystkim licząc na poprawę sytuacji finansowej. Według Akiyoshi bowiem Nowy Jork pod względem warunków pracy był wówczas „areną walki psów”. Po przyjeździe do Kalifornii Tabackin – wszechstronny multiinstrumentalista – bardzo szybko stał się świetnie opłacanym muzykiem sesyjnym. Wysokie zarobki oraz znużenie pracą w studiu, która nie dawała mu satysfakcji jako jazzmanowi, po kilku miesiącach skłoniły go do zaproponowania żonie założenia orkiestry. W ten sposób w marcu 1973 powstał Toshiko Akiyoshi-Lew Tabackin Big Band (TALT). Kompozycje i aranżacje dla orkiestry pisała Akiyoshi, Tabackin zaś był głównym solistą zespołu oraz zajmował się doborem muzyków. Pierwszą płytą TALT był wydany w 1974 album Kogun. Tytuł ów w wolnym tłumaczeniu oznacza „jednoosobową armię” i został zainspirowany historią japońskiego żołnierza, który przez 30 lat od zakończenia II wojny światowej ukrywał się w dżungli, przekonany, że działania wojenne nadal trwają, i że jako lojalnemu poddanemu cesarza nie wolno mu poddać się wrogowi. Płyta zyskała w USA dobre recenzje, a w Japonii dodatkowo odniosła sukces komercyjny.
W ciągu niemal 10 lat, w czasie których siedzibą TALT było Los Angeles, big-band prowadził bardzo ożywioną działalność. Nagrał wiele płyt, z których większość trafiła na pierwsze miejsca jazzowych rankingów. Do 1981 orkiestra był pięciokrotnie nominowana do nagrody Grammy, a słynny krytyk jazzowy, Leonard Feather, uznał TALT za „jedną z najlepszych orkiestr naszych czasów”. Big-band koncertował na całym świecie, m.in. w Polsce. Jednocześnie Akiyoshi bardzo często występowała i nagrywała jako liderka małych zespołów oraz solo.
W 1982 wraz z Tabackinem powróciła do Nowego Jorku, gdzie rok później zaprezentowała nowy, zreformowany big-band, noszący nazwę: Toshiko Akiyoshi Jazz Orchestra featuring Lew Tabackin. Zespół zadebiutował w Carnegie Hall, dając bardzo dobrze przyjęty koncert w ramach Kool Jazz Festival. Podobnie jak TALT, nowy big-band Akiyoshi stał się znaczącym elementem współczesnego jazzu amerykańskiego. W 1986 Akiyoshi jako pierwsza osoba pochodzenia japońskiego została uhonorowana New York City's Liberty Award, przyznawaną wybitnym mieszkańcom tego miasta. Mimo swojej wysokiej pozycji w świecie muzycznym i licznych przejawów szacunku, którym niezmiennie jest darzona, musiała w latach 80. odbywać tournées z małymi zespołami, żeby zgromadzić fundusze na utrzymanie big-bandu. Koncern BMG, z którym stale współpracowała, wydawał płyty jej orkiestry przede wszystkim w Japonii, w USA bowiem – mimo świetnych recenzji – sprzedawały się słabo. Akiyoshi, zniechęcona ciągłymi trudnościami w pozyskiwaniu amerykańskich kontraktów płytowych dla swojego big-bandu, postanowiła go rozwiązać. W poniedziałek, 29 grudnia 2003 Toshiko Akiyoshi Jazz Orchestra featuring Lew Tabackin dała swój pożegnalny koncert, który odbył się w nowojorskim klubie „Birdland”, gdzie przez poprzednie sześć lat występowała właśnie w każdy poniedziałek. Miesiąc wcześniej, w Tokio dokonano ostatnich nagrań big-bandu, które ukazały się na płycie Last Live in Blue Note Tokyo, wydanej w 2004. Od tego czasu Akiyoshi koncentruje się głównie na pianistyce. Nadal występuje i nagrywa płyty, głównie jako solistka. Grywa także z małymi zespołami i od czasu do czasu gościnnie prowadzi różne orkiestry (również symfoniczne) podczas okolicznościowych koncertów. Rozpoczęłam karierę jako pianistka i teraz chcę poświęcić pozostałe mi lata na komponowanie oraz grę solo i w małych składach. Ta decyzja to dla mnie artystyczne wyzwanie, pragnę bowiem stać się lepszą pianistką. I to jest mój na to sposób..
Toshiko Akiyoshi nigdy nie ubiegała się o przyznanie jej obywatelstwa amerykańskiego. Niemniej jej ulubionym miastem zawsze był Nowy Jork, w którym od lat przebywa. Mieszka z Lew Tabackinem w ich własnym domu w Upper West Side na Manhattanie. Prywatnie oboje są amatorami i kolekcjonerami win oraz kibicami baseballu.

## Muzyka
Na muzyczny rozwój Toshiko Akiyoshi – pianistki duży wpływ wywarł Bud Powell, natomiast jako bandliderka inspirowała się dokonaniami Duke’a Ellingtona i Charlesa Mingusa. W swoich orkiestrach – podobnie jak Ellington – wykorzystywała indywidualne brzmienie i styl każdego instrumentalisty jako integralne elementy muzycznego oblicza całego zespołu. Jej oryginalne kompozycje, w których często łączyła jazz z muzyką japońską, oraz wyrafinowane aranżacje utworów wykonywanych perfekcyjnie, doprowadziły do stworzenia unikatowego brzmienia big-bandowego, tworzącego nową jakość w jazzie drugiej połowy XX w.
Idąc śladem Ellingtona, który tworzył duże formy muzyczne odzwierciedlające jego afrykańskie korzenie, Akiyoshi komponowała rozbudowane, wieloczęściowe utwory, nawiązujące do jej azjatyckiego pochodzenia. Oprócz ww. Koguna, napisała m.in. trzyczęściowy utwór Minamata, poświęcony tragedii mieszkańców znad tej zatoki, oraz przejmującą w wyrazie suitę pt. Hiroshima – Rising from the Abyss. Druga kompozycja powstała na prośbę mnicha buddyjskiego, mieszkańca Hiroszimy, którego celem było oddanie hołdu dotkniętemu atomowym kataklizmem miastu. Bezpośrednią inspiracją do skomponowania suity stało się dla Akiyoshi zdjęcie młodej kobiety, wychodzącej z podziemnego schronu z nieśmiałym uśmiechem na twarzy. Premierowe wykonanie utworu odbyło się w Hiroszimie 6 sierpnia 2001 z okazji 56. rocznicy zrzucenia na miasto bomby atomowej.

## Autobiografia
W 1996 Akiyoshi zrealizowała swoje wieloletnie marzenie, wydając autobiografię pt. Life with Jazz. Książka ukazała się w Stanach Zjednoczonych, Japonii (gdzie miała kilka wydań) i Południowej Korei.

## Wybrane nagrody i wyróżnienia
| „Down Beat” – plebiscyt krytyków - Jazzowy album roku: 1978 Insights - Big Band: 1979, 1980, 1981, 1982, 1983 - Kompozytor: 1981, 1982 - Aranżer: 1979, 1982, 1990, 1995, 1996 | „Down Beat” – plebiscyt czytelników - Big Band: 1978, 1979, 1980, 1981, 1982 - Kompozytor: 1980, 1981, 1982, 1986 - Aranżer: 1977, 1978, 1979, 1980, 1981, 1982, 1989, 1995 |

Nominacje do nagrody Grammy
- Best Large Jazz Ensemble Album (Best Instrumental Performance – Big Band): 1976 Long Yellow Road, 1977 Road Time, 1978 Insights, 1979 Kogun, 1980 Farewell, 1981 Tanuki's Night Out, 1984 Ten Gallon Shuffle, 1985 March of the Tadpoles, 1992 Carnegie Hall Concert, 1994 Desert Lady/Fantasy
- Best Instrumental Arrangement (utwór): 1981 A Bit Byas'd, 1983 Remembering Bud, 1985 March of the Tadpoles, 1994 Bebop

Inne

- 1975 Nanri Fumio Award[11]
- 1976 Jazzowy album roku (Long Yellow Road) według magazynu „Stereo Review”
- 1986 New York City's Liberty Award
- 1995 Order Sztuki i Literatury (Francja)[11]
- 1997 Medal Honoru z Purpurową Wstęgą (褒章)[11]
- 1999 Yokoyama City Cultural Award[11]
- 2000 The Mayor of Tokyo's Cultural Award[11]
- 2004 Nagroda Asahi[12]
- 2004 Order Wschodzącego Słońca – Złote Promienie z Rozetą

The Japan Foundation Award
Kennedy Center Mary Lou Williams Women in Jazz Award
- 2007 NEA Jazz Masters Award

## Dyskografia
- 1953 Toshiko's Piano (Norgran)
- 1954 The Toshiko Trio (Storyville)
- 1956 Toshiko • Her Trio, Her Quartet (Storyville)
- 1957 Amazing Toshiko Akiyoshi (Verve)

The Many Sides of Toshiko (Verve)
- 1958 United Notions (Metrojazz)
- 1960 Toshiko Mariano (Candid)
- 1961 Toshiko Mariano Quartet (Candid)
- 1963 The Country & Western Sound of Jazz Pianos (Dauntless)

East & West • Toshiko Akiyoshi and Charlie Mariano (Victor Japan)
- 1964 Toshiko and Modern Jazz (Nippon Columbia)
- 1965 Toshiko Mariano & Her Big Band (Vee-Jay)

Toshiko Mariano & Her Big Band Recorded in Tokyo (Vee-Jay/Fresh Sounds)
- 1968 Toshiko at the Top of the Gate (Nippon Columbia)
- 1974 Kogun • Toshiko Akiyoshi-Lew Tabackin Big Band (RCA)
- 1975 Long Yellow Road • Toshiko Akiyoshi-Lew Tabackin Big Band (RCA)

Tales of a Courtesan • Toshiko Akiyoshi-Lew Tabackin Big Band (RCA)
- 1976 Road Rime • Toshiko Akiyoshi-Lew Tabackin Big Band (RCA)

Insights • Toshiko Akiyoshi-Lew Tabackin Big Band (RCA)
Dedications • Toshiko Akiyoshi Trio (Discomate)
- 1977 March of the Tadpoles • Toshiko Akiyoshi-Lew Tabackin Big Band (Ascent)

The Big Apple • Toshiko Akiyoshi-Lew Tabackin Big Band Live at Newport '77 (Victor Japan)
- 1978 Toshiko Plays Billy Strayhorn (Discomate)

Salted Ginko Nuts • Toshiko Akiyoshi-Lew Tabackin Big Band (Victor Japan)
Notorious Tourist From the East (Inner City)
- 1979 Sumi-e • Toshiko Akiyoshi-Lew Tabackin Big Band (Insights)
- 1980 Farewell • Toshiko Akiyoshi-Lew Tabackin Big Band (Ascent)
- 1981 Tanuki's Night Out (Jam)

From Toshiko with Love • Toshiko Akiyoshi-Lew Tabackin Big Band (Jam)
- 1982 European Memoirs • Toshiko Akiyoshi-Lew Tabackin Big Band (Ascent)
- 1984 Ten Gallon Shuffle • Toshiko Akiyoshi Jazz Orchestra featuring Lew Tabackin (BMG)
- 1986 Wishing Peace • Toshiko Akiyoshi Jazz Orchestra featuring Lew Tabackin (Ken Music)
- 1992 Carnegie Hall Concert • Toshiko Akiyoshi Jazz Orchestra featuring Lew Tabackin (Columbia)
- 1994 Desert Lady/Fantasy • Toshiko Akiyoshi Jazz Orchestra featuring Lew Tabackin (Columbia)
- 1999 Tribute to Duke Ellington • Toshiko Akiyoshi Jazz Orchestra featuring Lew Tabackin (BMG)
- 2001 Hiroshima – Rising from the Abyss • Toshiko Akiyoshi Jazz Orchestra featuring Lew Tabackin (True Life)
- 2004 Live in Birdland • Toshiko Akiyoshi Jazz Orchestra featuring Lew Tabackin (Fresh Sound)

Last Live in Blue Note Tokyo • Toshiko Akiyoshi Jazz Orchestra featuring Lew Tabackin (Warner Music Japan)
- 2010 Classic Encounters • Toshiko Akiyoshi with Reiko Honshoh (Studio Songs)
- 2011 Toshiko Akiyoshi Jazz Orchestra featuring Lew Tabackin In Shanghai (Pony Canyon)